# Réserve naturelle de Skrim-Sauheradsfjella
La Réserve naturelle de Skrim-Sauheradsfjella  est une aire protégée norvégienne qui est située dans les municipalités de Midt-Telemark, dans le comté deTelemark et Kongsberg, dans le comté de Buskerud.

## Description
La réserve naturelle de 123 km2 été créée en 2008 et couvre une vaste zone forestière à la frontière entre les municipalités de Skien, Midt-Telemark et Notodden dans le comté de Vestfold et Telemark, et la municipalité de Kongsberg dans le comté de Buskerud.  
De grandes parties de la forêt sont intactes ou presque intactes. La zone abrite un certain nombre d'espèces vulnérables et sensibles. Le point culminant de la région est Styggmann (872 m).